# تاريخ المطبخ الهندي
يتألف تاريخ المطبخ الهندي من المأكولات الغنية والمتنوعة من شبه القارة الهندية. وقد ساعد المناخ المتنوع في المنطقة، الممتد من المناطق الاستوائية العميقة إلى جبال الألب، بشكل كبير في توسيع مجموعة المكونات المتاحة بسهولة للعديد من مدارس الطبخ في الهند. في كثير من الحالات، أصبح الطعام علامة على الهوية الدينية والاجتماعية في الهند مع اختلاف المحظورات والتفضيلات (على سبيل المثال، لا يتناول بعض سكان جاين الجذور أو الخضروات الجوفية) ما دفع هذه المجموعات أيضًا إلى الابتكار على نطاق واسع مع مصادر الغذاء التي تعد مقبولة. وإن أحد التأثيرات القوية على الأطعمة الهندية هو النظام النباتي طويل الأمد داخل مجموعات من مجتمعات الهندوسية والجاينية في الهند.

## التطورات التاريخية

### ما قبل التاريخ والاتصالات مع سومر وبلاد ما بين النهرين
يبدو أن الفترة الأولى من الاتصالات غير المباشرة بين الهلال الخصيب ووادي السند قد حدثت كنتيجة لثورة العصر الحجري الحديث وانتشار الزراعة وذلك بعد عام 9000 قبل الميلاد.
وبحدود سنة 7000 قبل الميلاد، انتشرت الزراعة من الهلال الخصيب إلى وادي السند، وبدأت زراعة القمح والشعير. إذ جرت زراعة السمسم وتدجين المواشي ذات الأسنمة في المجتمعات الزراعية المحلية. تعد مهرجاره أحد أقدم المواقع التي ظهرت فيها أدلة على الزراعة والرعي في جنوب آسيا.
يعتقد جان فرانسوا جارج أن لمهرجارة أصل مستقل، وعن ذلك يقول: «أفترض أن الاقتصاد الزراعي قد أُدخل بالكامل من الشرق الأدنى إلى جنوب آسيا، وبالنظر إلى أوجه التشابه بين مواقع العصر الحجري الحديث من شرق بلاد ما بين النهرين وغرب وادي السند، نرى ما يدل على «تواصل ثقافي» بين تلك المواقع. ولكن بالنظر إلى أصالة مهرجاره، خلص جارج إلى أن مهرجاره لديها خلفية محلية سابقة لا مياهًا راكدة -على حد وصفه- لثقافة العصر الحجري الحديث في الشرق الأدنى». من فترة 4500 إلى 1900 قبل الميلاد، كان حكام بلاد ما بين النهرين السفلى من السومريين يتحدثون بلغة غير هندو أوروبية وغير سامية، وربما جاؤوا في البداية من الهند وربما كانوا مرتبطين بالسكان الدرافيديين الأصليين في الهند.
بدا هذا للمؤرخ هنري هول على أنه الاستنتاج الأكثر ترجيحًا، لا سيما استنادًا إلى تصوير السومريين في فنهم و«كيف كان السومريون يحذون حذو الهنود». يميل التحليل الجيني الأخير للحمض النووي للهيكل العظمي في بلاد ما بين النهرين إلى تأكيد ارتباط مهم وهو أن بعض السومريين ربما أتوا من وادي السند، ولا يمكن استبعاد أن من بينهم أشخاصًا شاركوا في تأسيس حضارات بلاد ما بين النهرين.
بحلول عام 3000 قبل الميلاد، بدأ حصاد الكركم والهيل والفلفل الأسود والخردل في الهند. وبحلول عام 2350 قبل الميلاد، عُثر على أدلة على الواردات من نهر السند إلى أور في بلاد ما بين النهرين، وكذلك رؤوس القرنفل التي يعتقد أنها نشأت من جزر الملوك في البحر جنوب شرق آسيا في موقع الألفية الثانية قبل الميلاد في تيرقا. إذ تذكر سجلات الإمبراطورية الأكادية أن الأخشاب والعقيق والعاج يجري استيرادها من ميلوها بواسطة سفن تلك الحضارة، وتعد الأخيرة بشكل عام اسم بلاد ما بين النهرين لحضارة وادي السند.

### التبادلات البوذية الفيدية والنباتية مع الإمبراطورية الرومانية والتأثير على جنوب شرق آسيا
يذكر النص الهندوسي القديم ماهابهاراتا الأرز واللحوم المطبوخين معًا، وتستخدم كلمة «بولاو» أو «بالاو» للإشارة إلى الطبق في الأعمال السنسكريتية القديمة، مثل Yājñavalkya Smṛti .
يتعامل الأيورفيدا، النظام الصحي الهندي القديم، مع نهج شامل للصحة، ويشمل الطعام والتأمل واليوغا. لقد تأثر المطبخ التايلاندي بالمطبخ الهندي، هذا كما دونه الراهب التايلاندي بوذاداسا بيكخو في كتابته «إحسان الهند إلى تايلاند». إذ كتب أن التايلانديين تعلموا كيفية استخدام التوابل في طعامهم بطرق مختلفة من الهنود. وقد حصل التايلانديون أيضًا على طرق لصنع الأدوية العشبية (الأيورفيدا) من الهنود. وقد جُلبت بعض النباتات مثل سارابهي من عائلة جوتيفيرا أو كانيكا أو هارسينغار أو فيكون أو ميمسيس إيلينغي أو بوناك أو كستناء الورد... إلخ من الهند.
وأيضاً، تأثر المطبخ الفلبيني، الموجود في جميع أنحاء أرخبيل الفلبين، تاريخيًا بالمطبخ الهندي. نشأت أتشارا من الفلبين من الأشار الهندي، الذي نُقل إلى الفلبين عبر أكار إندونيسيا وماليزيا وبروناي. يمكن أيضًا ملاحظة التأثيرات الهندية في الأطباق الشهية القائمة على الأرز مثل bibingka (على غرار البنجكا الإندونيسية)، وبوتو، وبوتو بومبونغ، يتم اشتقاق النوعين الأخيرين بشكل معقول من البوتو الهندي الجنوبي، والذي يحتوي أيضًا على متغيرات في جميع أنحاء جنوب شرق آسيا البحرية. يُقال إن هذا يفسر الاسم وصلصة أناتو التي يتراوح لونها من الأصفر إلى البرتقالي وصلصة الفول السوداني، والتي تشير إلى نوع من الكاري.

### تبادل المأكولات مع آسيا الوسطى والعالم الإسلامي
في وقت لاحق، أدى الوافدون من شبه الجزيرة العربية وآسيا الوسطى، وقرون من العلاقات التجارية والتبادل الثقافي إلى تأثير كبير على مطابخ كل منطقة، مثل اعتماد التندور (أو التنور) في الشرق الأوسط الذي نشأ في شمال غرب الهند.

### تبادل المأكولات خلال فترة الاستعمار الأوروبي
قدم البرتغاليون والبريطانيون في أثناء حكمهم تقنيات الطبخ مثل الخبز والأطعمة من العالم الجديد وأوروبا. شمل هذا خضراوات العالم الجديد المشهورة في المطبخ من شبه القارة الهندية الطماطم والبطاطا والبطاطا الحلوة والفول السوداني والقرع والفلفل الحار. ويُسمح بتناول معظم خضراوات العالم الجديد مثل البطاطا الحلوة والبطاطا والقطيفة والفول السوداني والساغو القائمة على الكسافا في أيام الصيام الهندوسية. وقد قدم البريطانيون القرنبيط عام 1822. في أواخر القرن الثامن عشر/ أوائل القرن التاسع عشر، ذكرت سيرة ذاتية لروبرت ليندسي الإسكتلندي رجلًا سيلهتيًا يُدعى سعيد الله يطبخ الكاري لعائلة ليندسي. وقد يكون هذا أقدم سجل للمطبخ الهندي في المملكة المتحدة.

## العوامل التي أدت إلى عولمة المطبخ الهندي

### الطلب العالمي
أكدت ورقة بحثية صدرت عام 2019 عن الاقتصادي الأمريكي جويل والدفوغل، على القوة الناعمة للهند التي صنفت المطبخ الهندي في المرتبة الرابعة من حيث الشعبية. ويحتل الطعام الإيطالي والياباني والصيني المرتبة الثالثة. ويعد المطبخ الهندي الأكثر شعبية بشكل خاص في المملكة المتحدة وكوريا الجنوبية وتايلاند واليابان وألمانيا وفرنسا والولايات المتحدة.
في دراسة استقصائية أخرى أجريت عام 2019 على 25000 شخص عبر 34 دولة، كان أكبر المعجبين بالمطبخ الهندي الذين جربوه هم الهنود (93٪)، المملكة المتحدة (84٪)، السنغافوريون (77٪)، النرويجيون (75٪)، الأستراليون (74٪)، الفرنسيون (71٪)، الفنلنديون (71٪)، الماليزيون (70٪)، الإندونيسيون (49%)، الفيتناميون (44٪)، التايلانديون (27٪)، الصينيون (26٪).

### الطعم الفريد والغني بالبهارات
نشرت صحيفة واشنطن بوست نتائج دراسة عام 2019 أجراها الباحثون في المعهد الهندي للتكنولوجيا جودبور، والتي حللت أكثر من 2000 وصفة شهيرة عبر الإنترنت من بوابة تارلا دلال التي تحتوي على 200 مكون من 381 مكونًا معروفًا عالميًا. يحتوي كل طبق هندي في المتوسط على 7 مكونات على الأقل. كل مكون يحتوي في المتوسط على أكثر من 50 مركب نكهة جزيئية. درس علماء البيانات أعداد وكمية مركبات النكهة الجزيئية المشتركة بين كل عدة مكونات مجتمعة في طبق. ووجد أن المطبخ الغربي يميل إلى الجمع بين مركبات النكهة الجزيئية المتشابهة، وهذا هو سبب مذاقه اللطيف. من ناحية أخرى، يكمن سر الجاذبية الفريدة واللذيذة للمطبخ الهندي في أنه على المستوى الجزيئي، تشترك المكونات المستخدمة في الطبق الهندي في مركبات نكهة جزيئية أقل، ما يوفر طعمًا متباينًا ومتوازنًا بشكل فريد. ولا يستخدم المطبخ الهندي مكونات تتداخل في مركبات النكهة الجزيئية، «وجدنا أن متوسط تضمين النكهة في المطبخ الهندي كان أقل بكثير مما كان متوقعًا.. يجري وضع كل نوع من التوابل بشكل فريد في وصفته لتشكيل نمط مشاركة النكهة مع باقي المكونات». كلما زاد تداخل مكونين من حيث مركبات النكهة الجزيئية المشتركة، قل احتمال استخدامهما في نفس الطبق الهندي.